# 夕日ヶ浦温泉
夕日ヶ浦温泉（ゆうひがうらおんせん）は、京都府京丹後市網野町浜詰にある温泉。「浜詰温泉」（はまづめおんせん）とも呼ばれ、京都府温泉誌における名称は「浜詰夕日ヶ浦温泉」。夕陽の美しい温泉街として特に知られる。

## 泉質
アルカリ性単純温泉。溶存固形物量は1キログラムあたり261ミリグラムで、丹後半島のその他の温泉地と比べて最も少ない部類に入る。溶存物、なかでもアニオン組成は丹後半島のその他の温泉地とかなり異なり、硫酸イオンが多く含まれるうえにpHがかなり高めであるのが特徴とされる。
源泉温度はは40℃から43度の範囲内で揺動する。「美人の湯」といわれる。

## 温泉街
日本の夕陽百選にも選ばれた夕日の名所である浜詰海岸（夕日ヶ浦）周辺に温泉街が広がる。浜詰区を中心に44軒の旅館や民宿がある。冬季の松葉ガニなどで知られており、京阪神からの集客を積極的に行っている。温泉街の近くには夕日ヶ浦海水浴場があり、夏場は海水浴客でも賑わう。温泉街には砂風呂に入れる旅館もある。
近隣にある木津温泉は1000年以上の歴史を有しており、京都府最古の温泉として知られているが、夕日ヶ浦温泉とは直接的な関係がない。しかし、夕日ヶ浦温泉は木津温泉や久美浜町の温泉街と一体的に宣伝活動を行っている。近くには鳴き砂で有名な琴引浜があり、同地には露天風呂も存在する。

## 歴史
1980年（昭和55年）4月、オフシーズンの観光活性化のために浜詰地区で旅館業を営む9氏が「浜詰温泉開発組合」を結成、ボーリングを開始した。1981年（昭和56年）5月に、浜詰海岸の海岸線から約400メートルの砂丘の松林の中で、深度950メートルからアルカリ性単純泉の開削に成功した。このときの泉温は40.3℃であった。組合は18.5キロワットの水中ポンプを源泉に設置し、浜詰集落内を南北に縦断する形で1.8キロメートルの配湯管を敷設し、1982年（昭和57年）から加盟する旅館の内湯用に給湯をはじめた。平均汲み取り量は1日あたり約280立方メートル。
夕陽が美しい砂丘地帯にあることから、イメージアップのために浜詰海岸に「夕日ヶ浦」という愛称を付け、京阪神地域からの観光客に対するPRを始める。後に本格的なカニ料理なども呼び水になり、温泉が引かれた旅館や民宿が増えたことから、京都府随一の温泉地となった。温泉の安定した供給を図るため、2007年（平成19年）には再度掘削を行っている。

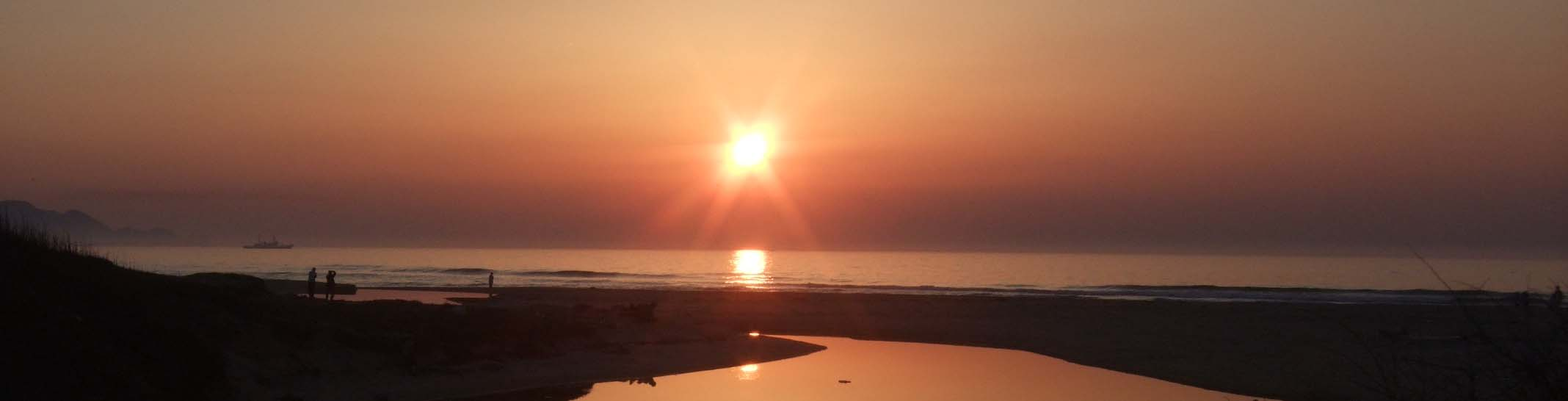
夕日ヶ浦とも呼ばれる浜詰海岸

2022年（令和4年）、国が後援し、国民参加型による温泉地の活性化プロジェクトを顕彰する「温泉総選挙」にて、エントリーした全国の温泉地122カ所のなかから夕日ヶ浦温泉は絶景部門で2位にランクインし、省庁賞では総務大臣賞を受賞した。

## アクセス
- 鉄道：北近畿タンゴ鉄道宮津線網野駅よりタクシーで15分・夕日ヶ浦木津温泉駅よりタクシーで約5分。
- バス：大阪駅からの直行バスが運行されるほか、旅館の送迎が京阪神まで行くこともある。それ以外に定期路線バスが、京都より「かにちゃんあみの直行便」。大阪神戸より「かに直行バス」として、冬の間運行される。